# Tillandsia calothyrsus
Tillandsia calothyrsus là một loài thuộc chi Tillandsia. Đây là loài đặc hữu của México.